# Santiago Arizmendiarrieta
Santiago Arizmendiarrieta Mandiola (Eibar, 1 de maig de 1903 - 19 de maig de 1977) va ser un esperantista, socialista i republicà basc.

## Biografia
Nascut a Eibar en una família obrera, va deixar els estudis als 11 anys i va començar a treballar en una fàbrica d'armes. Era euskaldun i de jove va aprendre esperanto, llengua en la que mantenia correspondència amb altres esperantistes de Rússia, Àustria, Hongria, Alemanya, Anglaterra i Itàlia. Durant la guerra civil es va dedicar a proporcionar aliments als republicans d'Eibar. Va ser detingut i va passar per diferents camps de concentració franquistes, com El Dueso o el monestir de San Pedro de Cardeña, experiències que descriuria de forma literària a les seves memòries. Durant el franquisme va continuar la seva tasca com a esperantista, essent professor de la llengua auxiliar internacional esperanto a la Sociedad Deportiva Eibar i participant en congressos i trobades, incloent-hi el congrés mundial celebrat a Madrid el 1968.

## Memòries dels camps de concentració
Durant el temps que va ser presoner, va escriure un diari on explica amb detall les seves experiències. L'historiador especialista en camps de concentració franquistes Javier Rodrigo va considerar aquest text “un dels millors testimonis sobre el treball forçós dels presoners de la guerra civil que he vist mai". Aquest material, juntament amb una gran quantitat de correspondència en diverses llengües que Santiago Arizmendiarrieta va mantenir amb personalitats d'Eibar, com Toribio Etxeberría, forma part del fons inèdit que la seva filla Olga Arizmendiarrieta va donar a l'Ajuntament d'Eibar i que es va convertir en llibre el 2016. En l'elaboració d'aquesta obra van participar la documentalista Ane Izarra, el lingüista Anton Narbaiza i l'escriptor Aitor Arana, que va traduir 47 cartes entre Arizmendarrieta i Toribio Etxeberría escrites originalment en esperanto.

## Obres
- Mis Memorias. La guerra civil española: 20 meses prisionero (Ego-Ibarra, 2016). Prologat per l'historiador Javier Rodrigo